# Дејонеј
Дејонеј (грч. Δηιονεύς) је у грчкој митологији било име више личности.

## Етимологија
Име Дејонеј има значење „син краљице плена“.

## Митологија
- Према Аполодору био је иста личност као и Дејон, краљ Фокиде.[2]
- Према Диодору, Дејонеј је иста личност као Ејонеј. Био је Дијин отац, коју је оженио Иксион. Пошто Иксион није дао свадбене дарове својој жени, Дејонеј му је одузео коње као гаранцију. Међутим, Иксион, и поред обећања да ће испоштовати таста у сваком погледу, бацио га је у запаљену јаму и убио.[3][4]
- Дејонеј се помиње и као Тројанац кога је у тројанском рату убио Филоктет.[5][6]
- Према Плутарху, био је Еуритов и Антиопин син, који је примио своју супругу Перигуну од Тезеја, када је већ зачела са њим.[2] Као његова мајка се помињала и Ехалија.[7]